# Peter Schöffer

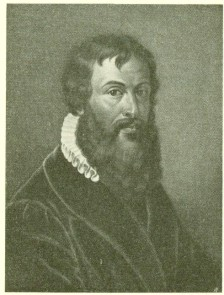
Peter Schöffer

Peter Schöffer (ca. 1425 Gernsheim, Groß-Gerau - 1503 Mainz) was een Duitse drukker uit de 15e eeuw.

## Biografie
Schöffer werd omstreeks 1425 geboren in Gernsheim. Over zijn jeugdjaren weten we niets, maar in 1451 was hij in Parijs waar hij aan de universiteit werkzaam zou zijn geweest als kalligraaf. Volgens anderen studeerde hij aan de universiteit van Parijs in 1449 zoals blijkt uit een notitie in een manuscript in de bibliotheek van Straatsburg waarin de volgende tekst gevonden: Hic est finis omnium librorum tem veteris quam nove logice, complementi per me Petrum de Gernszheim, alias de Monguntiam, M.CCCC.XLIX. in gloriosissima Universitate Parisiensi. . Volgens een derde bron had Johann Fust, zijn latere schoonvader, Peter Schöffer als jonge man naar Parijs gestuurd voor een opleiding als kalligraaf en graveur. Nog anderen zeggen dat hij in Parijs studeerde en werkte als kopiist om in zijn levensonderhoud te voorzien en dat is misschien de meest plausibele synthese van al deze opinies.
Wat er ook van zij, iedereen is het erover eens dat hij in 1455 terug was in Mainz en werkte in het atelier van Gutenberg die geassocieerd was met Johann Fust voor de productie van zijn eerste Bijbel. In 1455 zou hij ook getuigen op het proces van Johann Fust tegen Johannes Gutenberg, aangaande de lening die Fust aan Gutenberg had verstrekt. In 1456 begon Fust een nieuwe associatie met Peter Schöffer, die er duidelijk bijgehaald werd voor zijn technische kennis van de procedés van Gutenberg. Ook was hij ondertussen getrouwd met Christina, de dochter van Fust.

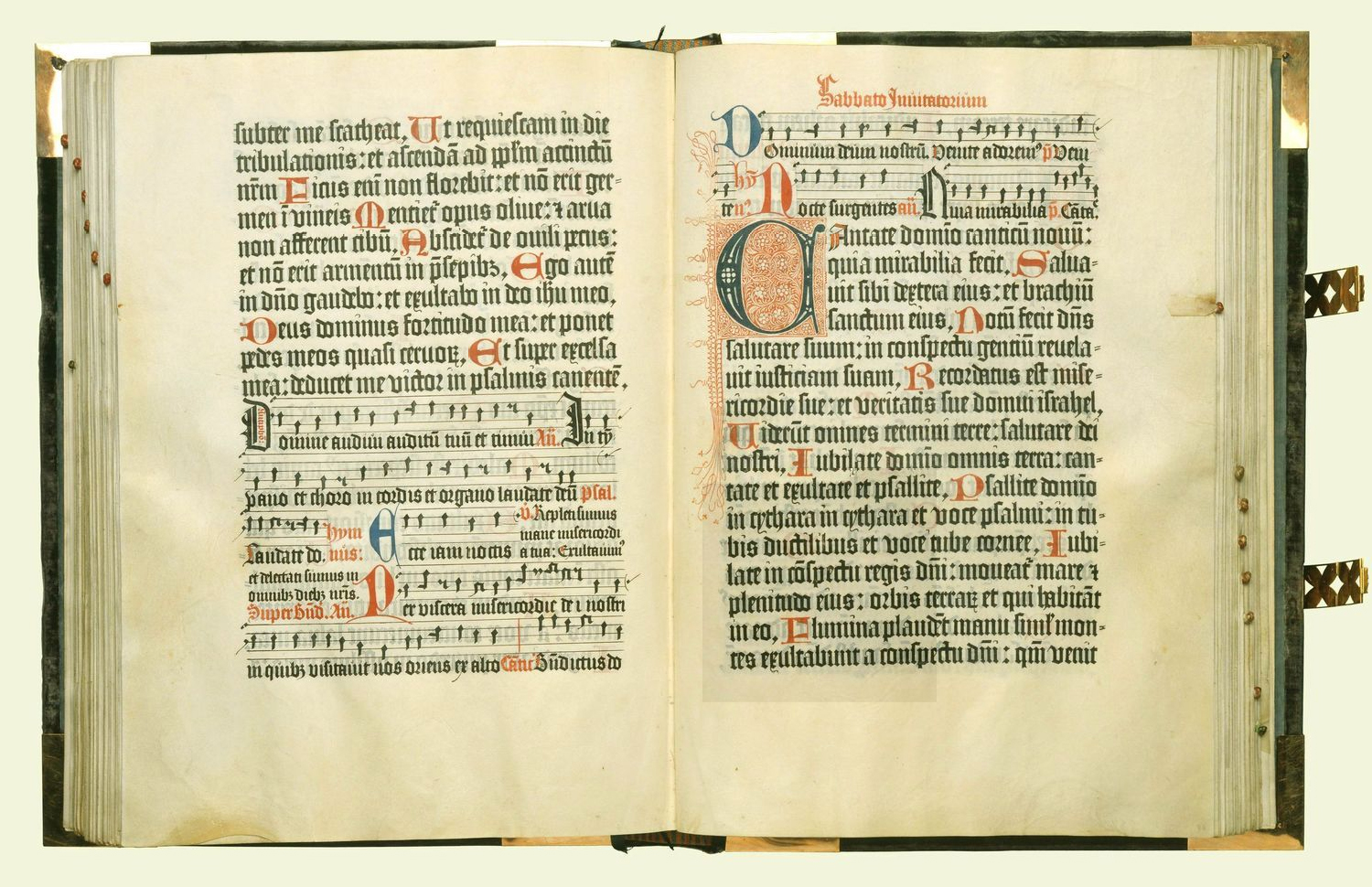
Johann Fust en Peter Schöffer: het psalmboek van Mainz

In 1457 gaven ze hun eerste boek uit, een psalter, een foliant gedrukt in twee versies, een korte met 143 folia voor algemeen gebruik en een lange met 175 folia voor gebruik in het bisdom Mainz.. Het was het eerste gedrukte boek dat een datum bevatte, namelijk in een colofon achter in het boek, met de namen van de makers (Fust en Schöffer) en de datum van 14 augustus 1457. Dit colofon komt alleen voor in het exemplaar dat bewaard wordt in de Österreichische Nationalbibliothek in Wenen.

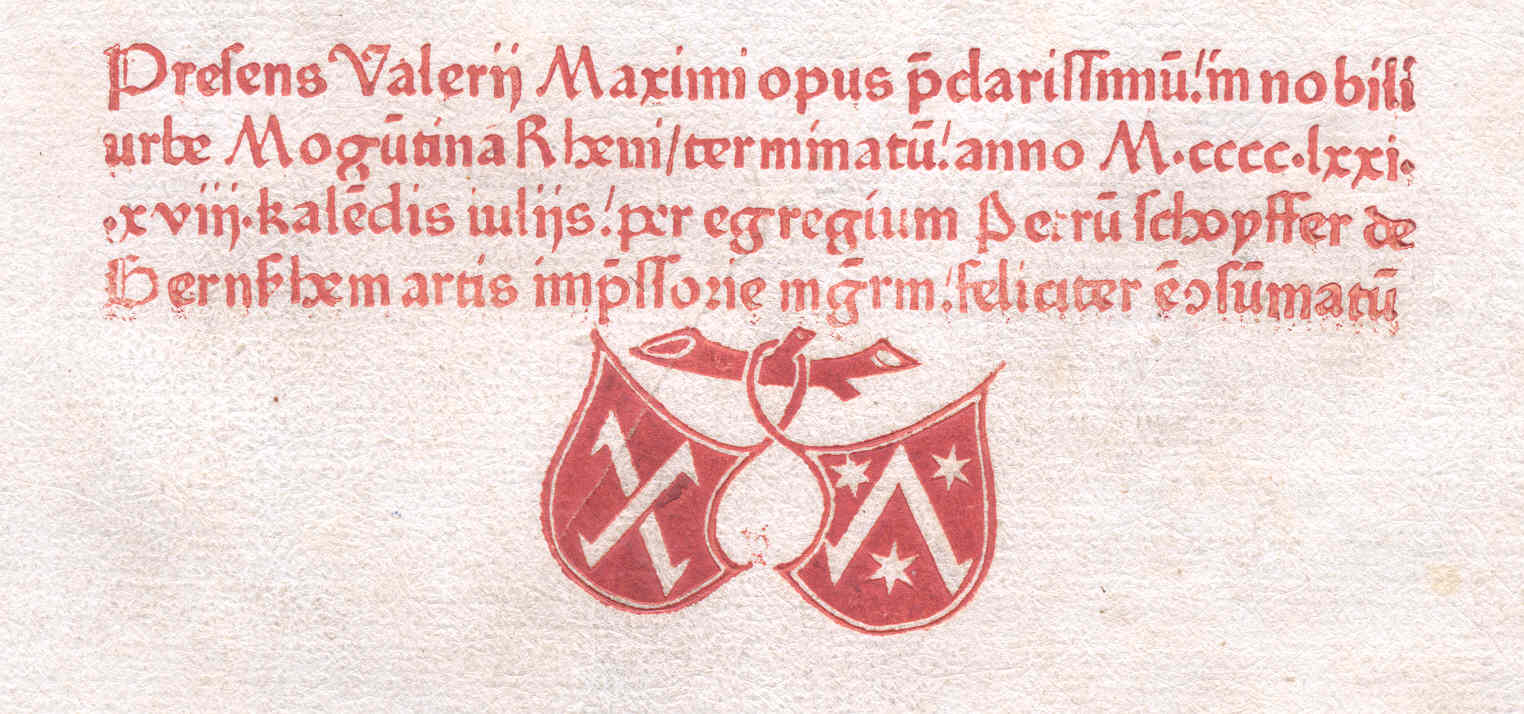
Drukkersmerk van Fust en Schöffer in het colofon van de Valerius Maximus gedrukt door Schöffer in 1471

In dit boek staat ook het eerste Drukkersmerk, het toont twee schilden, van Fust en van Schöffer, die aan een tak hangen. Het eerste bevat de Griekse letter Х (chi) van Christus en het tweede de letter Λ (lambda) van logos, dat 'woord' betekent, maar ook 'god'. Over de drie sterren op het schild van Schöffer zijn de deskundigen het niet eens. Men denkt dat ze de drie zonen van Schöffer symboliseren omdat de onderste ster in een bloem veranderd werd na de dood van Schöffers oudste zoon in 1521. Van het boek zijn 10 exemplaren bewaard gebleven, alle gedrukt op perkament.
Het Mainzer Psalter is tevens het eerste gedrukte boek waarin twee kleuren werden gebruikt voor de hoofdletters (blauw en rood); men gebruikte hoogdruk met losse metalen letters voor de tekst en houtblokken voor de met filigraanwerk versierde grote initialen. De twee kleuren voor de kleinere initialen werden waarschijnlijk gerealiseerd door een zetwerk in twee secties, die apart werden geïnkt en dan weer samengevoegd voor het drukken, maar hierover zijn de deskundigen nog niet tot een eensluidende verklaring gekomen. Sommige van de kapitalen en de rubriceringen werden met de hand geschreven hoewel anderen dit formeel tegenspreken. Ook de colofon in het boek stelt duidelijk dat er geen pen aan te pas kwam. Het was het tweede boek waarbij de techniek van de hoogdruk met losse metalen letters werd gebruikt, het eerste was de Gutenbergbijbel. Het boek was ook het eerste gedrukte boek met verschillende lettergroottes, de grote letters (37 punt) werden gebruikt voor de psalmen, de kleinere (30 punt) voor de hymnen en de rubricering.
Na de dood van Fust in 1466 zou Schöffer de drukkerij voortzetten. Onder zijn leiding werd de firma sterk uitgebreid en leverde boeken over gans Europa. In 1470 publiceerde Schöffer een catalogus met de werken die hij aanbiedt; ook dat was een première in de boekhandel. Op die lijst figureren 21 werken, maar in totaal produceerde zijn drukkerij meer dan 250 werken (drukken van slechts één blad meegerekend). Zoals de lijst laat zien schuwde hij ook niet de markt voor kleine boekjes voor dagelijks gebruik, zoals zijn biechtboekje en zijn kookboek avant la lettre. Naast de grote werken drukte hij ook kalenders, aflaatbrieven, keizerlijke verordeningen en wat dies meer zij. De volledige lijst van zijn uitgaven is opgenomen in de Gesamtkatalog der Wiegendrucke. Het laatste door hem uitgegeven werk is hetzelfde als het eerste, namelijk het Mainzer psalter op 20 december 1502.
Omstreeks 1470/1471 kocht Schöffer het Hof zum Humbrecht in Mainz dat later het Schöfferhof zal genoemd worden. Schöffer is van 1489 burgerlijk rechter in Mainz. Met zijn vrouw Christina Fust had hij vier zonen. Gratian Schöffer richtte zijn eigen drukkerij op in Oestrich, Johann zette de drukkerij van zijn vader verder, Peter werd drukker van muziek partituren in Mainz, Worms, Straatsburg, Basel en Venetië. Van de vierde zoon Ludwig is niets bekend. Peter overleed tussen 20 december 1502 en 8 april 1503.

## Werken

### Fust en Schöffer
- Psalterium Moguntium, Mainz, Johann Fust en Peter Schöffer, 14 augustus 1457 JRL 9784
- Missale. Canon Missae. Mainz, Peter Schöffer en Johann Fust, ca.1458
- Rationale divinorum officiorum, Guillelmus Duranti, Mainz, Johann Fust en Peter Schöffer, 6 oktober 1459. JRL 3074
- Psalterium Benedictinum cum canticis et hymnis. Mainz, Johann Fust en Peter Schöffer, 29 augustus 1459.[12].
- Constitutiones Clementis V. Papae cum apparatu Johannis Andreae, Mainz, 25 juni 1460
- De vita christiana, Pseudo-Augustinus, Aurelius, Mainz, Johann Fust en Peter Schöffer, rond 1460/65
- Biblia Sacra Latina, 2 vols., Mainz, Johann Fust en Peter Schöffer 14 augustus 1462
- Liber sextus decretalium Domini Bonifacii Papae VIII cum glossa 1465
- Cicero, De Officiis Mainz, Johann Fust en Peter Schöffer, 1465
- Grammatica vetus rhythmica, Mainz, Johann Fust en Peter Schöffer, 1465
- De arte praedicandi (De doctrina christiana, Lib. 4), Augustinus, Aurelius, Mainz, Johann Fust en Peter Schöffer, voor maart 1467

### Schöffer

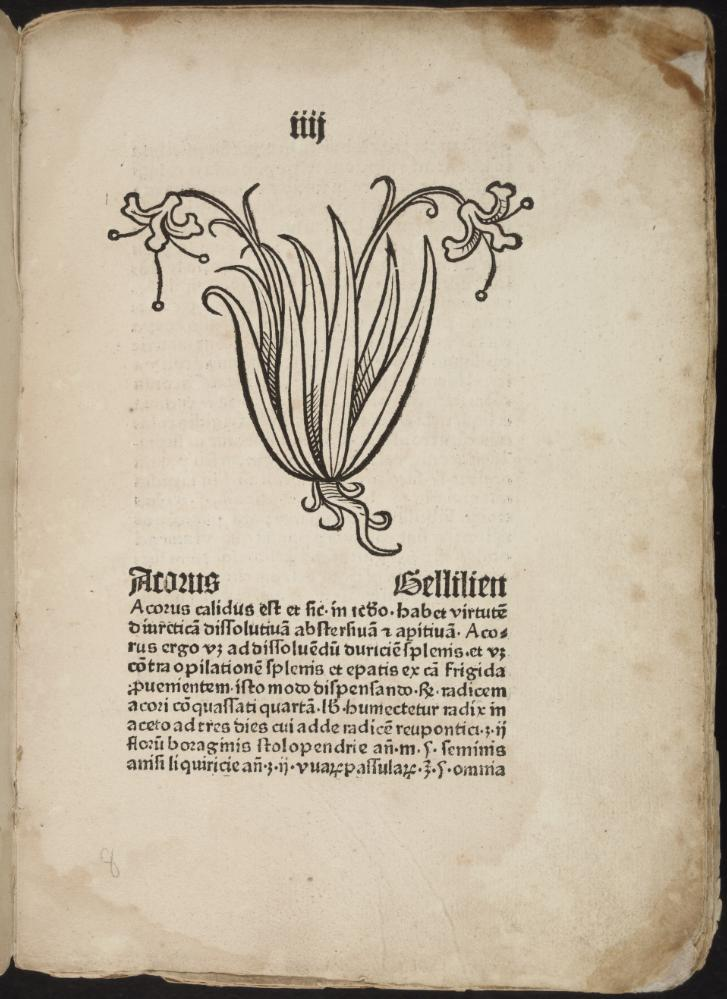
Bladzijde uit de Herbarius uitgegeven door Peter Schöffer

- Summa Theologiæ van Thomas van Aquino, Mainz, Peter Schöffer, 6 maart 1467
- Corpus iuris civilis. Met de glossen van Franciscus Accursius, Mainz, Peter Schöffer, 24 mei 1468
- Homiliae in evangelium S. Matthei, Johannes Chrysostomus, vertaling Georgius Trapezuntius, Mainz, Johann Fust, 1468
- Beichtbüchlein. Mainz, Peter Schöffer, ca.1469
- De duobus amantibus, Brunus Aretinus, Leonardus, Mainz, Peter Schöffer, voor september 1470
- Epistolae, Hiëronumus, Mainz, Peter Schöffer, 7 september 1470
- Summa theologiae, pars secunda, prima pars, Mainz, Peter Schöffer, 8 november 1471
- Nova compilatio Decretalium Gregorii IX, Mainz, Peter Schöffer, 8 november 1473
- Augustine. De Ciuitate Dei. 1473. Mainz, P. Schoeffer
- Justinian. Codex. 1475. Mainz, P. Schoeffer
- Sermones de tempore et de sanctis et de diversis, Bernardus Claravallensis, Mainz, Peter Schöffer, 14.IV.1475
- Justinian. Institutiones. 1476. Mainz, P. Schoeffer
- Tituli Decisionum antiquarum et nouarum, Mainz, Peter Schöffer, 8 november 1477
- Missale Vratislauiense. 1483. Mainz, P. Schoeffer
- Herbarius Latinus, Mainz, Peter Schöffer, 1484
- Missale Cracoviense, Mainz: Peter Schöffer, 10 november 1484
- Hortus sanitatis, Johann Wonnecke von Cube, Mainz, Peter Schöffer, 1485
- Küchenmeisterei, Mainz: Peter Schöffer, ca.1487
- De legendis libris gentilium, Basilius Magnus, Mainz, Peter Schöffer, um 1489
- Cronecken der Sassen, Mainz, Peter Schöffer, 6 maart 1492

## Weblinks
- Monografie van Lehmann-Haupt
- Volledige tekst van Auguste Bernard online